# Make Me...
«Make Me...» es una canción R&B interpretada por la cantante estadounidense Britney Spears con la colaboración del rapero G-Eazy, originalmente la canción contaba con la participación del rapero Wiz Khalifa, pero fue descartada e incluida la versión de G-Eazy en su noveno álbum de estudio, Glory (2016). El DJ británico Burns la compuso junto con Joe Janiak, con posteriores versos de los intérpretes, y además la produjo como una canción «experimental» tras mudarse a Los Ángeles. El resultado fue una balada de medio tempo que cuenta con acordes de guitarras y un estilo dubstep, y que habla sobre exigir satisfacción sexual. RCA Records la publicó como primer sencillo del álbum el 15 de julio de 2016, tras posponerla unas semanas por motivos de producción.
La fotógrafa Randee St. Nicholas dirigió su video musical, cuyo estreno se realizó el 5 de agosto de 2016 y el que muestra el proceso de audición de un modelo para el clip, en el que la intérprete termina ligando con el ganador. Inicialmente, David LaChapelle dirigió un video original que fue descartado, aunque varias escenas de alto contenido sexual se filtraron en Internet, lo que se rumoreó como motivo del descarte. En respuesta, los fanes desaprobaron el video oficial y enviaron una solicitud a la discográfica para que publicara la versión de LaChapelle, la que además fue elogiada por la crítica basándose en las filtraciones.
La canción recibió comentarios muy positivos de los críticos, quienes alabaron la interpretación de la cantante y su género distinto al de sencillos anteriores, mientras que comercialmente se posicionó entre los veinte primeros lugares en Canadá, Francia y los Estados Unidos, donde además lideró la lista Dance Club  Songs y consiguió la certificación de platino de la RIAA tras vender más de un millón de descargas, aunque no logró figurar entre los cuarenta primeros en varios países, incluyendo Alemania, Japón y el Reino Unido.
Por su parte, Spears la presentó como popurrí con «Me, Myself & I» en los MTV Video Music Awards 2016, en lo que representó su regreso a los escenarios de los premios en casi una década, y la incluyó en los repertorios de su primera residencia de conciertos en Las Vegas, Britney: Piece of Me (2013 – 2017), de los festivales iHeartRadio Music Festival 2016 y Apple Music Festival 2016, entre otros, así como también de la gira internacional Britney Spears: Piece of Me Tour (2018).

## Antecedentes y producción
El 9 de octubre de 2015, Spears publicó en Instagram dos fotografías del día anterior en las que se encontraba en un estudio de grabación: una con el DJ británico Burns, quien para entonces había trabajado con artistas como Ellie Goulding y Calvin Harris, y otra con Burns y el ingeniero en sonido Mischke, quien anteriormente había trabajado con artistas como Gwen Stefani y Michael Jackson. Burns más tarde reveló que creó el ritmo de «Make Me...» tocando la guitarra en la cocina de un amigo en Los Ángeles, donde se quedaba en 2015 tras haberse mudado a los Estados Unidos y donde creaba «producciones experimentales» inspirado en la música pop que sonaba en las radios del país. Meses después, la grabación llegó a manos del compositor británico Joe Janiak, a quien no conocía y quien creó la melodía en el Reino Unido.
Cuando el equipo de Spears escuchó la canción, inmediatamente decidió que la querían para la cantante, pese a que aún no tenía letra. Enseguida, Burns y Janiak comenzaron a escribirla, el primero desde Los Ángeles y el segundo desde Londres, por lo que tuvieron varios intercambios de ideas por correo electrónico. Finalmente, Janiak creó los versos y ambos el estribillo, con posteriores ajustes de la cantante, quien un mes antes de la publicación tuvo la idea de incluir la colaboración de G-Eazy. El rapero estaba de gira en Australia cuando recibió la invitación, inmediatamente aceptó y la misma noche escribió sus versos como una conversación con Spears y los grabó en Melbourne, después de un espectáculo y sin saber que la canción sería sencillo.
Sobre el resultado final, Burns declaró: «La interpretación [de Spears] fue uno de mis principales focos porque quería que se sintiese como si hubiera algún tipo de emoción. [...] Quería alejarme de ese tipo de sonido ajustado con Auto-Tune y tener algo mucho más natural, así que pasamos mucho tiempo trabajando en la interpretación e intentando conseguir como si estuviese cantando desde el corazón en lugar de que fuese demasiada producción. Creo que lo conseguimos. He visto un montón de reacciones positivas y eso me hace feliz porque hay mucho esfuerzo puesto en la producción vocal».

## Publicación
El 11 de abril de 2016, Robin Leach de Las Vegas Sun reveló que la cantante estaba pronta a publicar un sencillo inédito titulado «Make Me (Oooh)», cuyo video grabaría el 18 del mismo mes y cuyas publicaciones se harían cuatro semanas después, una vez terminada la edición del clip, sobre lo que especificó: «El sencillo y el video emocionarán a los seguidores porque todo es nuevo, totalmente diferente y algo inesperado. Es diferente, es un giro. Ha pasado de un pop bastante sencillo a una vibra muy interesante con muchas cosas realmente geniales». El editor además anticipó que su noveno álbum de estudio se publicaría un mes después del estreno del sencillo. Sin embargo, el 17 de mayo de 2016, confirmó que dificultades técnicas de producción llevaron a que la publicación se pospusiera unos meses. La misma semana, Spears presentó un popurrí de sus éxitos en los Billboard Music Awards 2016, donde recibió un Millennium Award y donde inicialmente se especuló que presentaría la canción.

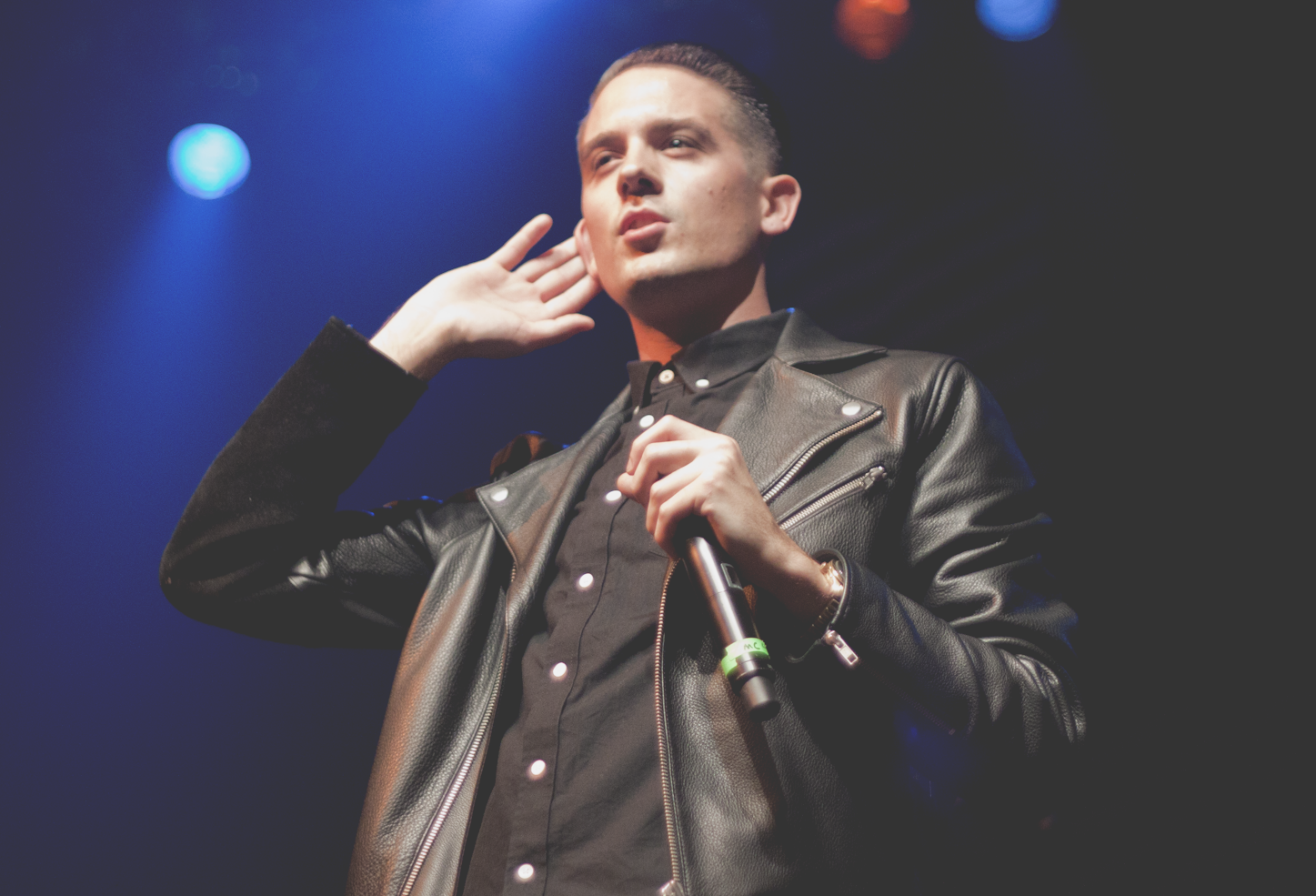
G-Eazy colaboró en la canción por iniciativa de la propia cantante.

Más tarde, el 25 de mayo de 2016, G-Eazy reveló su colaboración a la revista alemana Bravo, mientras que el 2 del mes siguiente, la cantante publicó en Instagram una fotografía con el rapero cuando grababan el video. Finalmente, durante la medianoche del 15 de julio de 2016, Spears dio a conocer en Twitter el título oficial, «Make Me...», y su portada de sencillo, donde muestra su cuerpo tonificado envuelto en tela blanca y usa botas altas del mismo color, parada en medio del desierto. Además, la estrenó en las radios y la publicó en iTunes, donde el mismo día fue número uno en treinta países, y en YouTube, donde recibiría más de treinta millones de reproducciones. Al respecto, el Vicepresidente Ejecutivo de RCA Records, Joe Riccitelli, comentó: «He tocado esta canción para mucha gente en los últimos meses y la respuesta ha sido todo lo que esperaba y más, así que estoy muy emocionado».
El 12 de agosto de 2016, la discográfica además publicó un formato digital de remezclas de Cash Cash, Trace Adam y el dúo conformado por Marc Stout y Tony Arzadon, mientras que el 29 del mismo mes, envió a las radios una versión llamada «VMA Eazy Remix», correspondiente a una versión de estudio del popurrí de «Make Me...» y «Me, Myself & I» interpretado en los MTV Video Music Awards 2016. Finalmente, el 7 de octubre de 2016, publicó un EP digital de remezclas, con versiones adicionales del neerlandés Kris Kross Amsterdam y del brasileño FTampa.

## Composición y letra

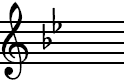
«Make Me...» es una balada R&B compuesta en la tonalidad si bemol mayor.

«Make Me...» es una balada «seductora» de medio tempo influenciada por el R&B, que cuenta con riffs de guitarra «en bruto», «música electrónica relajante», «palmazos», «sintetizadores silbantes» y un «boom bap de estilo dubstep» donde la artista usa su voz jadeante habitual e interpreta «crescendos sentimentales de "hazme uuh, uuh, uuh"». Está compuesta en la tonalidad si bemol mayor con un tempo de 123 pulsaciones por minuto en tiempo común, sigue una progresión de acordes si bemol mayor–do menor–sol menor y cuenta con una interpretación que va desde la nota sol3 hasta la mi bemol mayor5.
Su letra habla sobre exigir satisfacción sexual donde la cantante quiere a alguien «que la haga moverse» y «poner el grito en el cielo», lo que queda de manifiesto en el estribillo: «Solo quiero que me hagas mover como si no tuvieras opción, como si tuvieras una labor que hacer. Solo quiero que me hagas poner el grito en el cielo, algo sensacional. Y hacerme uuh, uuh, uuh». La segunda parte continúa con líneas eróticas como: «Sin reglas. Desde lo alto del coche, llevémoslo de vuelta a mi habitación. Incendiando la pasión de mujer, dejemos que las chispas se fundan. Explotando hasta el cielo raso, ardamos intensamente cuando crucemos la línea». Por otro lado, G-Eazy señala en sus raps que «él no es alguien para poner demasiado balance en el estatus social. Todo lo que está buscando es una "mujer peligrosa" en la que pueda confiar».

## Comentarios de la crítica
La canción recibió comentarios positivos por parte de los críticos, quienes elogiaron la innovación e interpretación de Spears, y citaron influencias de artistas contemporáneos como Selena Gomez. Kevin O'Donnell de Entertainment Weekly la describió como un «funk ardiente lleno de sintetizadores silbantes y una voz seductora», Bradley Stern de Pop Crush escribió que es «el producto de una mujer sexy y soltera con lujuria», y Rachel Brodsky de Spin señaló que «suena más despierta de lo habitual» y que «parece haberse quitado el polvo del desastre del verano pasado con Iggy Azalea», refiriéndose a su dueto «Pretty Girls» (2015). Por otro lado, Billboard indicó que «está en su mejor momento sexual», Michael Cragg de The Guardian escribió que «apunta a un espíritu actual del pop, de música sexual empapada de ánimo y ralentizada» y Allison Bowsher de Much la llamó «digna de un regreso» y notó influencias de las colaboraciones de Drake, Selena Gomez y Justin Bieber con Skrillex.
| «Burns creó un número de habitación exuberante y de ritmo lento que evita en gran medida los efectos Vocoder y Auto-Tune que han salpicado su trabajo más reciente [de Spears]. El resultado es una canción que a la cantante le permite cantar, realmente cantar. Y Spears suena mejor que en años, al mando de la canción con un tono cálido que al menos no se siente dependiente de magos de estudio para hacerla sentir viva.» — Extracto de la reseña de Gerrick D. Kennedy de Los Angeles Times. |

A su vez, Sasha Geffen de MTV News escribió que «encaja perfectamente con otros éxitos recientes que piden a los hombres que hagan su debida diligencia después del anochecer, como "Work from Home" de Fifth Harmony», y David Canfield de State señaló que «representa un retorno a estar en forma con su ritmo y con el sensual comando vocal de la cantante» donde G-Eazy logra «complementar su sonido con una facilidad seductora». Sin embargo, también hubo críticos que catalogaron el rap de G-Eazy como «sin sentido», tales como Jennifer Keishin Armstrong de Billboard y Chris Ingalls y Steve Horowitz de PopMatters. Paralelamente, Idolator la calificó con seis estrellas de diez, en una reseña donde Robbie Daw la llamó «bastante segura» aunque «mucho más tenue de lo que estamos acostumbrados a escuchar de Britney», Carl Williot señaló que «es lo más fresco que ha sonado desde sus días pioneros de pop con EDM en 2011», refiriéndose a Femme Fatale, y Rachel Sonis sostuvo que «al cambiar su sonido característico por ritmos de moda de R&B alternativo, está claro que Britney quiere tener un éxito radial».
Por otro lado, Jeff Benjamin de Fuse observó que «el amplio estribillo se jacta de los arrullos juguetones y jadeantes que Brit ha vuelto parte característica de su discografía, y ayuda a que se destaque como una canción que hace que sus seguidores se sientan orgullosos», mientras que Alim Kheraj de Digital Spy opinó que «lo que es tan refrescante es que a la interpretación distintiva de Brit le fue dado el espacio que necesita para brillar; suena sexy, comprometida y como si realmente le encantara», y Kerensa Cadenas de Complex escribió que «está bien, es Britney haciendo frente al 2016» y que es «un poco melancólica, pero sin llegar a ser el dance pop de chica triste de Carly Rae Jepsen o Sky Ferreira».

## Video musical

### Rodaje y estreno
El 2 de junio de 2016 fue el primer día de grabación de un vídeo musical dirigido por David LaChapelle, quien en 2004 dirigió el clip de «Everytime» para la cantante. El mismo día, Spears publicó en Instagram una fotografía con G-Eazy, mientras que al día siguiente, publicó una fotografía con numerosos bailarines semidesnudos, donde vestía un traje con un lazo negro que la envolvía y botas altas del mismo color, dejando buena parte de su cuerpo al descubierto. El mismo día, se filtró el rodaje de una escena de Spears dentro de un tractor con varios bailarines moviéndose de forma sugestiva sobre el mismo y en la que aparentemente grita «¡esto no me gusta!» y llama «gilipollas» a LaChapelle; mientras que a principios del mes siguiente, varias escenas se filtraron en Internet y la mostraban rodeada de hombres bailando de forma muy sensual en una casa, así como también viendo televisión mientras sus acompañantes hacen abdominales y practican baile en barra junto a un leopardo. En otra secuencia, está enjaulada solo con pintura corporal roja cubriendo su cuerpo. Un video completo finalmente se filtró el 12 de abril de 2019, pero el propio LaChapelle tuiteó que no era su versión final en un comentario que luego borró.
Sin embargo, el 31 de julio de 2016, la cantante declaró en una entrevista con el programa radial australiano Rove & Sam: «El video que acabo de grabar soy yo y todas mis amigas. Hacemos una audición de chicos para nosotras. Toda la temática es que básicamente jugamos con ellos. Es muy divertido e interesante». La descripción no coincidió con las filtraciones, por lo que se especuló que había rodado un video completamente nuevo. Esto se corroboró el 5 de agosto de 2016, cuando se estrenó en Vevo el video oficial, correspondiente a una versión dirigida por el fotógrafo Randee St. Nicholas y el que muestra a un grupo de amigas haciendo audiciones para encontrar un modelo para el video, con escenas paralelas donde Spears canta y hace movimientos sugerentes en un pasillo muy iluminado, a G-Eazy interpretando sus versos a través de un monitor de alta definición y que concluye cuando la cantante liga en una cama con el ganador de la audición, interpretado por el británico Paul Knops en uno de sus primeros trabajos en Los Ángeles. El video además contó con publicidad por emplazamiento de un deportivo BMW, de la cadena de gimnasios Orange Theory Fitness, de pantallas led Sony y de bálsamos labiales EOS, así como también con la aparición del modelo y bailarín israelí Asaf Goren, quien cobró fama en la telerrealidad Are You the One? de MTV.
El 21 de septiembre de 2016, además publicó una edición exclusiva en su app de videojuego «Britney Spears: American Dream», la que sustituyó todas las escenas de audición por más escenas suyas en el pasillo con algunos efectos de luces de color púrpura.

### Controversia y recepción
Los fanes se manifestaron decepcionados del video oficial y, el mismo día del estreno, enviaron una petición a RCA Records y Sony Music Entertainment para que publicaran el video original, indicando que la versión oficial «no era una representación adecuada de la canción» y consiguiendo rápidamente 16 525 firmas. Cercanos a LaChapelle señalaron que el equipo de la cantante descartó el video original por ser «excesivamente sexual», mientras que cercanos a Spears sostuvieron que se rechazó por no contar con una línea de historia. La controversia llevó a que, al mes siguiente, su mánager Larry Rudolf declarara: «Es realmente simple. El video no resultó. Es la primera vez que hemos tenido que volver a rodar un video y, como es Britney, hay todo tipo de conspiraciones. Nadie está ocultando nada». Por su parte, la versión oficial recibió sesenta y dos millones de reproducciones en YouTube hasta fines de 2018, año en que el modelo Paul Knops ingresó a la telerrealidad británica Love Island para buscar pareja, donde contó su experiencia con la cantante durante el rodaje del clip y lo que aumentó su nivel de búsquedas y reproducciones.
| «Britney Spears es responsable de algunos de los videos musicales más icónicos de todos los tiempos y, según las imágenes recientemente filtradas, parece que el video musical original de "Make Me..." con G-Eazy habría estado entre ellos. [...] Es simple, divertido e increíblemente sexy.» — Gina Mei de Cosmopolitan escribió sobre el video original. |

Como parte de su recepción crítica, Katie Atkinson de Billboard destacó que muestra a varios hombres guapos y musculados desnudarse, y que continuó con «la gran tradición de los videos musicales que consisten en audiciones para el video», citando el de «Come Get It Bae» (2014) de Pharrell Williams, mientras que Jaleesa M. Jones de USA Today lo comparó con la película de bailarines nudistas Magic Mike (2012) y señaló que sus imágenes «son un guiño a la noción de empoderamiento de las mujeres».
Por otro lado, Dasha Fayvinova de Yahoo! lo llamó «súper peculiar y divertido», pero señaló: «No podemos negar que [el video] era un bombazo en su forma original. [...] Bailarines, coreografías y movimientos muy sexys. Algunas serias vibraciones al estilo de "I'm a Slave 4 U" y ninguno de nosotros se queja. Parecía que la canción iba a ser otra vitrina para la capacidad incomparable de Britney de tomar coreografías complejas y hacerlas ver increíbles». A su vez, Matt Stopera de BuzzFeed escribió que «estamos en medio de una emergencia de música pop» y comparó la situación a lo ocurrido con los videos de «Gimme More» (2007) y «Perfume» (2013), y Cole Delbyck de Huffington Post sostuvo que «ningún fan verdadero de Britney debería estar satisfecho con el video [oficial]», mientras que Jeff Benjamin de Fuse señaló que el video original «parecía increíble y comparable a algunos de los mejores trabajos de la cantante», y Jack Hardwick de Daily Star sostuvo que «si hubiera sido lanzado, habría sido uno de los videos más sexys de Britney de todos los tiempos».

## Presentaciones
Spears presentó «Make Me...» de forma constante desde el 17 de agosto de 2016, cuando la interpretó en vivo por primera vez al incluirla de forma permanente en el repertorio de su residencia de conciertos en Las Vegas, Britney: Piece of Me (2013 – 2017), la que en 2018 continuó como gira internacional en Europa y otras ciudades de los Estados Unidos como Britney Spears: Piece of Me Tour. El 25 del mismo mes, The Late Late Show transmitió su popular sección Carpool Karaoke, donde cantó un fragmento con el animador y comediante James Corden, entre otras canciones, y el que recibiría más de 47 millones de reproducciones en YouTube.

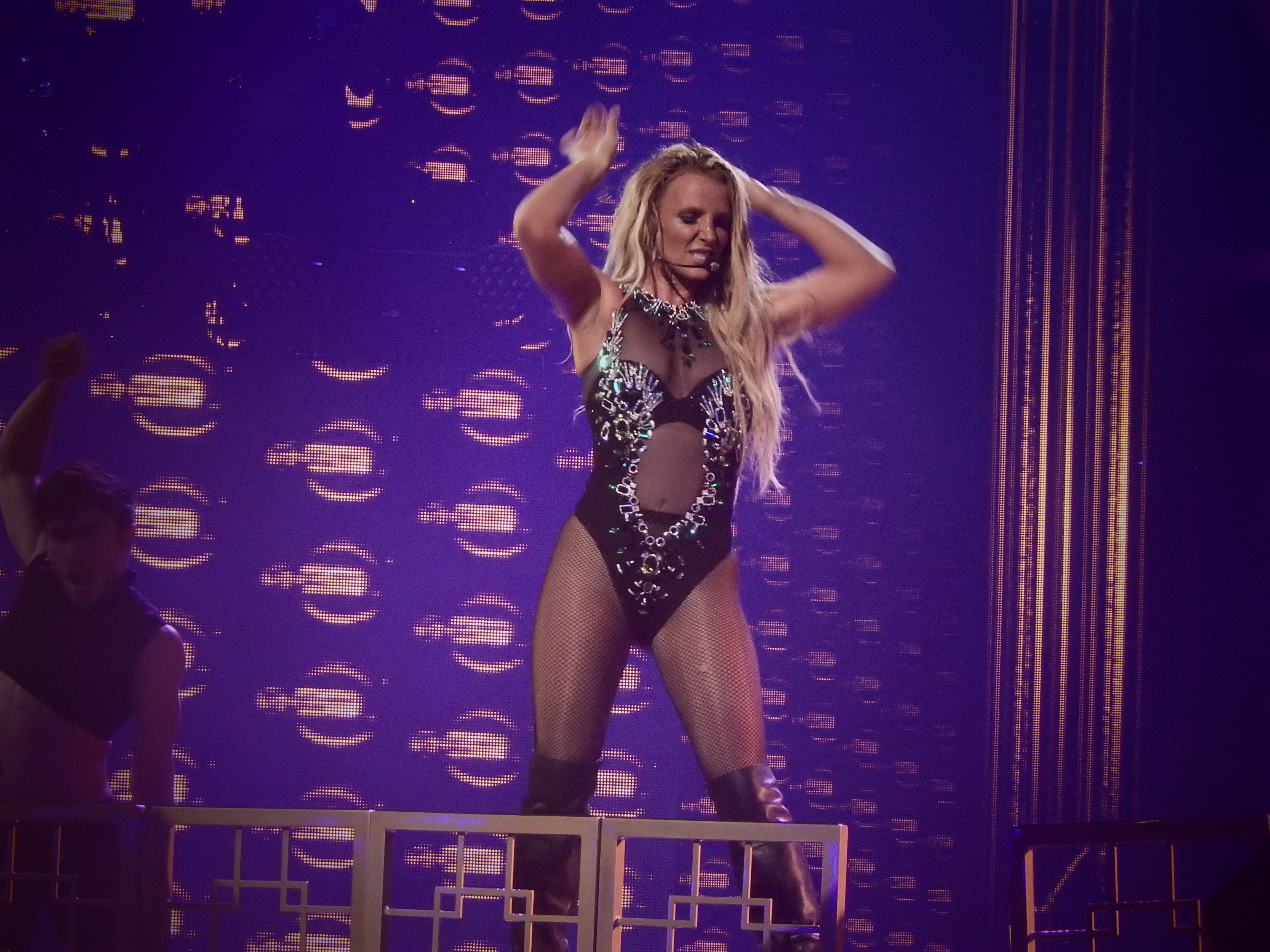
Spears interpretando «Make Me...» durante el Apple Music Festival 2016.

Sin embargo, la presentación más icónica tuvo lugar el 28 de aquel mes, cuando interpretó un popurrí de «Make Me...» y «Me, Myself & I» con G-Eazy en los MTV Video Music Awards 2016, donde volvió a presentarse después de nueve años de su polémica interpretación de «Gimme More» (2007). La actuación comenzó con la proyección de su silueta en un telón mientras otras siluetas de brazos enormes la acariciaban y hacían un juego de sombras con ella. En seguida, parte del telón se elevó y Spears apareció vestida con un body amarillo con brillantes y botas altas del mismo color, e inició una coreografía a la que se sumaron dos bailarinas, mientras que hacia el puente, apareció la silueta de G-Eazy en el telón, el que se abrió y dio paso a la interpretación completa del rap. Cuando esta última terminó, la cantante apareció encapuchada, descubrió su cabeza y comenzó a cantar el estribillo de «Me, Myself & I», seguida por los raps de G-Eazy, durante los cuales se arrastró por entre las piernas del rapero y bailó arrodillada, para luego ponerse de pie, coquetear con él y terminar la actuación con una última interpretación del estribillo de «Make Me...».
Los críticos la catalogaron como un «regreso sólido y triunfal» de Spears al escenario de los premios, aunque señalaron que no sería «icónica» como sus presentaciones de «Oops!... I Did It Again», «I'm a Slave 4 U» y «Like a Virgin» en las ediciones 2000, 2001 y 2003 de los premios, respectivamente. Algunos de ellos fueron Jeff Benjamin de Fuse, quien además la llamó «divertida», Crystal Bell de MTV, quien la llamó una «vuelta total a los 2000», y Joe Lynch de Billboard, quien la consideró «tan seductora como la propia canción», mientras que Jennifer Keishin Armstrong, también de Billboard, señaló que fue «una oferta efectiva, pero no del todo gloriosa, para recuperar el súper estrellato pop». A su vez, Chris Payne, de la misma revista, y Joyce Chen de Us Weekly señalaron que la «espectacular» actuación que Beyoncé hizo justo antes en los premios, la terminó opacando.
El mismo día, la presentación se publicó en YouTube, donde recibiría más de 23 millones de reproducciones, y Bebe Rexha, intérprete original de «Me, Myself & I», compartió en Instagram una fotografía que se tomó con Spears en los bastidores de los premios y escribió: «Increíble momento escuchar a uno de mis ídolos presentar MM&I esta noche», tras lo cual la misma Spears le agradeció. Rexha más tarde dio a conocer que no sabía de la colaboración sino hasta que comenzaron a interpretarla mientras ella estaba en la audiencia, sobre lo que especificó: «Estaba un poco sorprendida por él [G-Eazy] porque pensé que me lo habría dicho, pero luego conocí a Britney y me tomé fotos con ella, así que eso mejoró todo. Ella es mi ídolo, ¿sabes?».
Luego, el 1 de septiembre de 2016, Today transmitió la interpretación de la noche anterior de Britney: Piece of Me, mientras que el 24 del mismo mes, Spears y G-Eazy cantaron el popurrí de «Make Me...» y «Me, Myself & I» al final del espectáculo de la cantante en el iHeartRadio Music Festival 2016. La artista también promocionó la canción en el Reino Unido, donde el 27 de dicho mes la presentó como parte de su repertorio en el Apple Music Festival 2016, mientras que el 1 del mes siguiente, el programa televisivo The Jonathan Ross Show transmitió una presentación exclusiva grabada el día anterior en lo que representó su primera presentación televisiva en el país desde 2008. En los Estados Unidos, además la presentó como parte de sus repertorios para KIIS-FM Jingle Ball y Triple Ho Show 7.0, así como también para B96 Pepsi Jingle Bash Festival, donde la cantó junto con G-Eazy, los días 2, 3 y 10 de diciembre de 2016, respectivamente.

## Recepción comercial
La canción debutó con fuerza en algunos mercados, especialmente en América Anglosajona, pero en tres semanas ya estaba fuera de los cincuenta primeros lugares en varios países, incluyendo Australia, los Estados Unidos y el Reino Unido. En los Estados Unidos, el éxito radial de sus tres primeros días llevó a que el director del programa iHeartMedia WHYI de Miami, Alex Tear, anticipara que sería un gran éxito, ya que la estación Y100 la reproducía reiteradamente en la primera parte del programa y «clásicos» de Spears en la segunda parte, incluyendo «...Baby One More Time» (1998), «(You Drive Me) Crazy» (1999) y «I'm a Slave 4 U» (2001). Con todo, «Make Me...» debutó en la posición diecisiete de la lista Billboard Hot 100, donde fue el trigésimo cuarto sencillo de Spears en ingresar y donde marcó su sexto mejor debut al igualar el ingreso de su primer sencillo. En su semana de publicación, vendió 96 000 descargas, con lo que debutó en el tercer puesto de la lista Digital Songs, registró 5,3 millones de reproducciones y 20 millones de impresiones de audiencia, y debutó en el puesto treinta y uno de la lista Pop Songs, donde rápidamente alcanzaría el número veinte.

Según la edición del 8 de octubre de 2016 de Billboard, «Make Me...» fue el décimo sencillo de Spears que lideró la principal lista de discotecas de los Estados Unidos, la Dance Club Songs.

Aunque descendió en la Billboard Hot 100 en las semanas siguientes, el estreno de su video le hizo subir de la posición sesenta y siete a la cuarenta y tres, con 22 000 descargas vendidas, mientras que la presentación en los MTV Video Music Awards 2016, le llevó del puesto cincuenta y ocho al diecisiete, donde nuevamente marcó su mejor posición, con ventas de 71 000 descargas, además de alcanzar el número treinta y tres de la lista Streaming Songs con 7,3 millones de reproducciones. Semanas después se convirtió en el décimo número uno de la cantante en la lista Dance Club Songs, donde además fue la trigésima seguna canción más exitosa del año, mientras que en abril de 2018, la RIAA lo certificó disco de platino por la comercialización de un millón de descargas. Logros similares registró en Canadá, donde alcanzó la posición veinte de la lista Canadian Hot 100 y donde recibió la certificación de disco de oro de la MC por ventas de 40 000 copias.
En Europa debutó entre las diez descargas más vendidas en Finlandia, Grecia y Suecia, pero no consiguió alcanzar los cuarenta primeros lugares en Alemania, Austria, Chequia, Eslovaquia, España, Irlanda, Portugal y Suiza, y quedó completamente fuera de las listas más importantes de Bélgica, Dinamarca, Finlandia, Italia, los Países Bajos y Suecia. Casos excepcionales fueron Hungría y Francia, donde debutó en los puestos seis y once, respectivamente, aunque descendió rápidamente de la lista francesa, mientras que en el Reino Unido debutó en la modesta posición cuarenta y dos de la lista UK Singles Chart, una de las más bajas alcanzadas por la cantante y donde permaneció solo por tres semanas. Resultados similares tuvo en Japón, donde alcanzó la posición cuarenta y seis de la lista Japan Hot 100, y en Oceanía, donde falló en ingresar a la principal lista de Nueva Zelanda y donde debutó en el puesto treinta y nueve de la lista de Australia, uno de los más bajos alcanzados por Spears, y tras lo cual salió de la lista a la semana siguiente, con ventas de solo 2270 copias, y reingresó por una última semana en la edición siguiente.

## Créditos y personal
Créditos adaptados de las notas de Glory.
Grabación y mezcla
- Voces de Britney Spears grabadas en 158 Studios, California; West Lake Village, California; The Studio at the Palms, Las Vegas, New York.
- Voces de G-Eazy grabadas en Sing Sing Recording Studios, Melbourne, Australia.
- Mezcla realizada en Larrabee Studios, North Hollywood, California.

Personal
| - Britney Spears – Voz principal, composición - Matthew James Burns – Composición, producción, grabación - Joe Janiak – Composición, voces de fondo adicionales, mezcla - G-Eazy – Voces, composición - Mischke – Producción vocal - Benny Faccone – Asistente de producción vocal - Rob Katz – Asistente de producción vocal - Aaron Dobos – Grabación vocal - Dave Nakaji – Asistente de mezcla - Maddox Chimm – Asistente de mezcla |

## Formatos
| Descarga (15 de julio de 2016) |                           |          |  |
| N.º                            | Título                    | Duración |  |
| 1.                             | «Make Me...» (con G-Eazy) | 3:51     |  |

| The Remixes (12 de agosto de 2016) |                                                             |          |  |
| N.º                                | Título                                                      | Duración |  |
| 1.                                 | «Make Me...» (con G-Eazy) (Cash Cash Remix)                 | 4:07     |  |
| 2.                                 | «Make Me...» (con G-Eazy) (Marc Stout & Tony Arzadon Remix) | 3:59     |  |
| 3.                                 | «Make Me...» (con G-Eazy) (Tom Bundin Remix)                | 3:09     |  |

| The Remixes - EP (7 de octubre de 2016) |                                                             |          |  |
| N.º                                     | Título                                                      | Duración |  |
| 1.                                      | «Make Me...» (con G-Eazy) (Cash Cash Remix)                 | 4:07     |  |
| 2.                                      | «Make Me...» (con G-Eazy) (Marc Stout & Tony Arzadon Remix) | 3:59     |  |
| 3.                                      | «Make Me...» (con G-Eazy) (Tom Bundin Remix)                | 3:09     |  |
| 4.                                      | «Make Me...» (con G-Eazy) (Kris Kross Amsterdam Remix)      | 3:11     |  |
| 5.                                      | «Make Me...» (con G-Eazy) (FTampa Remix)                    | 3:15     |  |

## Posicionamientos en listas

### Listas semanales
| América           |                             |    |         |
| Canadá            | Canadian Digital Songs      | 5  | [ 109 ] |
| Canadá            | Canadian Hot 100            | 20 | [ 94 ]  |
| Canadá            | CHR/Top 40                  | 18 | [ 110 ] |
| Canadá            | Hot AC                      | 30 | [ 111 ] |
| Estados Unidos    | Adult Top 40                | 34 | [ 112 ] |
| Estados Unidos    | Billboard Hot 100           | 17 | [ 113 ] |
| Estados Unidos    | Dance Club Songs            | 1  | [ 114 ] |
| Estados Unidos    | Dance/Mix Show Airplay      | 36 |         |
| Estados Unidos    | Digital Songs               | 3  | [ 115 ] |
| Estados Unidos    | Mainstream Top 40           | 20 | [ 116 ] |
| Estados Unidos    | Streaming Songs             | 33 |         |
| Asia              |                             |    |         |
| Japón             | Japan Hot 100               | 46 | [ 105 ] |
| Europa            |                             |    |         |
| Alemania          | Top 100 canciones           | 71 | [ 117 ] |
| Austria           | Top 75 canciones            | 61 | [ 99 ]  |
| Bélgica (Flandes) | Tip 50 canciones            | 33 | [ 118 ] |
| Bélgica (Valonia) | Tip 50 canciones            | 17 | [ 119 ] |
| Chequia           | Top 100 canciones digitales | 51 | [ 120 ] |
| Escocia           | Top 100 canciones           | 17 | [ 121 ] |
| Eslovaquia        | Top 100 canciones digitales | 52 | [ 122 ] |
| España            | Top 50 canciones            | 80 | [ 123 ] |
| Finlandia         | Top 30 canciones digitales  | 8  | [ 96 ]  |
| Francia           | Top 100 canciones           | 11 | [ 102 ] |
| Grecia            | Top 10 canciones digitales  | 9  | [ 97 ]  |
| Hungría           | Top 40 canciones            | 6  | [ 100 ] |
| Irlanda           | Top 100 canciones           | 51 | [ 124 ] |
| Portugal          | Top 50 canciones            | 51 | [ 125 ] |
| Reino Unido       | Top 100 canciones           | 42 | [ 104 ] |
| Suecia            | Top 10 canciones digitales  | 5  | [ 98 ]  |
| Suiza             | Top 75 canciones            | 58 | [ 126 ] |
| Oceanía           |                             |    |         |
| Australia         | Top 50 canciones            | 39 | [ 108 ] |
| Nueva Zelanda     | Tip 10 canciones            | 3  | [ 106 ] |
| Oriente           |                             |    |         |
| Israel            | Top 20 canciones            | 9  | [ 127 ] |

| Predecesor: «Boss» de Disclosure | Dance Club Songs — Sencillo número uno 8 de octubre de 2016 — 14 de octubre de 2016 | Sucesor: «In Common» de Alicia Keys |

### Listas anuales
| América        |                  |      |    |        |
| Estados Unidos | Dance Club Songs | 2016 | 32 | [ 92 ] |

## Certificaciones
| América        |          |      |                  |        |         |
| Canadá         | MC       | 2016 | Disco de oro     | 40 000 | [ 95 ]  |
| Estados Unidos | RIAA     | 2018 | Disco de platino | 1 000  | [ 93 ]  |
| México         | AMPROFON | 2022 | Disco de oro     | 30 000 | [ 128 ] |